# Pseudosphex strigosa
Pseudosphex strigosa là một loài bướm đêm thuộc phân họ Arctiinae, họ Erebidae.